# Ère Jōan
L'ère Jōan (承安) est une des ères du Japon (年号, nengō, lit. « nom de l'année ») après l'ère Kaō et avant l'ère Angen. Cette ère couvre la période allant du mois d'avril 1171 au mois de juillet 1175. L'empereur régnant est Takakura-tennō (高倉天皇).

## Changement d'ère
- 1171 Jōan gannen (承安元年?) : Le nom de la nouvelle ère est créé pour marquer un événement ou une suite d'événements. L'ère précédente se termine et la nouvelle commence en Kaō 3, le 21e jour du 4e mois de 1171[3].

## Événements de l'ère Jōan
- 1172 (Jōan 1, 3e jour du1re mois) : L'empereur atteint l'âge de 11 ans; selon la règle, sa tête est rasée en signe d'arrivée à l'âge[4]
- 1171 (Jōan 1, 13e jour du1re mois) : Le jeune empereur se rend à la résidence de l'ancien empereur Go-Shirakawa où il rencontre pour la première fois Tiara-no Tokoku, la fille adoptée de Go-Shirakawa et fille véritable de  Taira no Kiomori. Il accepte la jeune fille de quinze ans comme consort et elle s'installe au palais[5].
- 1171 (Jōan 2, 10e jour du 2e mois) : Tokuko, la fille de Taira no Kiyomori, devient la seconde impératrice (chūgo) de l'empereur Takakura[6].
- 1172 (Jōan 2, 10e mois) : Takakura visite le sanctuaire Fushimi Inari-taisha ainsi que le sanctuaire Yasaka-jinja[7].
- 1172 (Jōan 2, 12th month) : Matsu motofusa cesse d'être régent (sesshō) et daijō-daijin et obtient la fonction de régent kampaku[8]
- 1173 (Jōan 3,1re jour du 4e mois) : Naissance de Shinran, fondateur de Jodo Shinshu. Il est nommé Matsuwakamaro
- 1173 (Jōan 3, 4e mois) : L'empereur visite le sanctuaire Iwashimizu Hachiman-gū et les sanctuaires Kamo-jinja[7].
- 1173 (Jōan 3, 10e mois) : Ken-shun-mon In, la mère de l'empereur, fonde le cloître Saishōkō, qui est consacré à une cérémonie dédicatoire à laquelle elle est participante[9].
- 1174 (Jōan 4,1re mois) : l'empereur rend visite à son père et à sa mère[7].